# B2evolution
B2evolution är ett bloggverktyg släppt under GNU General Public License som möjliggör drivande av flera bloggar i samma installation. B2evolution är skrivet i PHP. B2evolution härstammar från b2\cafelog.